# Bob Boon Singers
De Bob Boon Singers was een vocaal ensemble dat in 1963 werd opgericht door Bob Boon.

## Historie
Aanvankelijk vormden zij een vocale dimensie bij het toenmalige BRT-orkest. In de beginjaren waren zij dan ook veelvuldig te zien in tal van BRT-programma's waarin het lichte genre een voorname rol speelt, zoals Lied van mijn land, Canzonissima en Mezza Musica.
Niet lang daarna werden zij een zelfstandig ensemble en vormden zij een vaste waarde in muzikaal Vlaanderen en dat 50 jaar lang. In 2013 - na welgeteld 50 jaar - hielden ze er definitief mee op.
In 2016 werd de VZW Zangtekoren opgericht, die de muzikale archieven beheert. Er werd een samenwerking aangegaan met uitgeverij Euprint die een deel van het muzikaal erfgoed uitgeeft.

## Discografie

### als ensemble
Lp
- Liedjes van matrozen en zee (1965)
- Internationaal (1968)
- Singing Around The World (1972)
- Kyrieleis
- Schoner dan de dagen (1989) Eufoda

Cd
- Schoner dan de dagen (1989) Eufoda
- Nu Zijt Wellecome (1993) Eufoda
- Touched By (1996) (eigen beheer)
- Zoek Hem bij de doden niet (voor Bob) (1999) (eigen beheer)
- Licht (2004) (eigen beheer)

Single
- Bob Boon Singers (1969)

1. a: Het Schrijverke
2. b: De Troubadours

- Lize Marke & The Bob Boon Singers (1972)

1. a: Freedom
2. b: Cucurucucu La Paloma

- Johnny White & de Bob Boon Singers (1972)

1. a: Attends demain
2. b: Tu m’aimes, je t’aime

- Bob Boon Singers (1972)

1. a: The Last Soldier
2. b: Blue Green and Gold

- Bob Boon Singers (1978)

1. a: Nur du allein
2. b: Die Sonne

- Johnny White & de Bob Boon Singers

1. a: Goodbye of tot weerziens
2. b: Wanneer je verliefd bent

- Selectasound 88 & The Bob Boon Singers

1. a: Sympathetic Sonata
2. b: Tabou

### als gastzangers
- Will Ferdy zingt Armand Preud’homme (1971)
- The Bobby Bean Sound and Singers (1974)
- Bob Scholte - Beter dan best

## Dirigenten
- 1963 - 1976: Bob Boon
- 1976 - 1977: Wilfried Van Beveren
- 1977 - 1978: Jan Gysel
- 1978 - 1999: Jan Haspeslagh
- 1999 - 2003: Koenraad Hinnekint
- 2003 - 2006: Mik Deboes (kerstconcerten)
- 2004 - 2009: Karen Haspeslagh
- 2009 - 2013: Guy Verfaillie